# Тяги

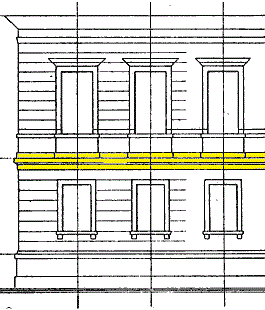
Тяга на фасаді (позначена жовтим кольором)

Тя́га (переважно у множині тяги) — переважно вертикально або горизонтально спрямований архітектурний елемент, що має вигляд прямої опуклої лінії, що використовують із декоративною метою для оформлення будівель та споруд.
Іноді оксамитову тягу називають гу́ртом (від нім. Gurt — «ремінь, пас»). Тяги використовуються для розчленування площини стіни, поділу поверхів або обрамлення панелей. 